# Copa São Paulo de Futebol Júnior de 2003
A Copa São Paulo de Futebol Júnior de 2003 foi a 34ª edição da competição. A famosa "copinha" é a maior competição de juniores do Brasil, e é disputada por clubes de todo o país. Ministrada em conjunto pela Federação Paulista de Futebol e a Secretaria Municipal de Esportes, foi disputada entre os dias 5 e 25 de Janeiro. O campeão nesta oportunidade, foi o Santo André, que conquistou a Copa SP pela 1ª vez, contra o Palmeiras, no Estádio do Pacaembu, após vencer a final na disputa de pênaltis, após empate por 2 a 2 no tempo normal.
O time do Palmeiras vencia o jogo por 2 a 0, até que o Santo André fez sua última substituição aos 39 do Segundo Tempo, entrava Alisson Gutierrez para mudar essa história, aos 40 Alisson fez um golaço de falta colocando o Santo André novamente na competição, aos 45 dinovo ele, fazendo um golaço de cobertura pra calar a torcida alviverde e levando as decisões para os pênaltis. Na última cobrança Vagner Love chutou para fora, enquanto Gutierrez fez o gol tornando assim o Santo André Campeão Da Copa São Paulo de Futebol Junior 2003.

## Regulamento
A Competição foi disputada em 5 fases: primeira fase, oitavas-de-final, quartas-de-final, semifinal e final. Participaram da primeira fase um total de 64 clubes, divididos em 16 grupos, portanto de A a P.
Na  primeira fase, os clubes jogaram entre si, dentro do grupo em turno único, classificando-se para as oitavas-de-final, os clubes que obtiveram o maior número de pontos ganhos nos respectivos grupos.
Ao término da primeira fase, em eventual igualdade de pontos ganhos entre dois ou mais clubes, aplicou-se, sucessivamente, os seguintes critérios:
- Maior saldo de gols
- Maior número de vitórias
- Maior número de gols marcados
- Confronto direto (somente no empate entre dois clubes)
- Sorteio

## Primeira fase

### Grupo A (São José dos Campos)
| Time      | Pts | J | V | E | D | GP | GS | SG  |
| --------- | --- | - | - | - | - | -- | -- | --- |
| Palmeiras | 7   | 3 | 2 | 1 | 0 | 13 | 6  | +7  |
| Bahia     | 7   | 3 | 2 | 1 | 0 | 11 | 4  | +7  |
| Cachoeiro | 3   | 3 | 1 | 0 | 2 | 3  | 7  | -4  |
| Joseense  | 0   | 3 | 0 | 0 | 3 | 2  | 12 | -10 |

| 5 de janeiro | Joseense | 1 – 5 | Bahia | Estádio Dr Mário M. Pereira, São José dos Campos |
| 14:00        |          |       |       |                                                  |

| 5 de janeiro | Palmeiras | 4 – 2 | Cachoeiro | Estádio Dr Mário M. Pereira, São José dos Campos |
| 16:00        |           |       |           |                                                  |

| 8 de janeiro | Joseense | 0 – 5 | Cachoeiro | Estádio Dr Mário M. Pereira, São José dos Campos |
| 14:00        |          |       |           |                                                  |

| 8 de janeiro | Bahia | 3 – 3 | Palmeiras | Estádio Dr Mário M. Pereira, São José dos Campos |
| 16:00        |       |       |           |                                                  |

| 12 de janeiro | Cachoeiro | 0 – 3 | Bahia | Estádio Dr Mário M. Pereira, São José dos Campos |
| 14:00         |           |       |       |                                                  |

| 12 de janeiro | Joseense | 1 – 6 | Palmeiras | Estádio Dr Mário M. Pereira, São José dos Campos |
| 16:00         |          |       |           |                                                  |

### Grupo B (Taubaté)
| Time      | Pts | J | V | E | D | GP | GS | SG |
| --------- | --- | - | - | - | - | -- | -- | -- |
| Taubaté   | 7   | 3 | 2 | 1 | 0 | 6  | 1  | +5 |
| Flamengo  | 6   | 3 | 2 | 0 | 1 | 10 | 6  | +4 |
| Itabaiana | 2   | 3 | 0 | 2 | 1 | 7  | 10 | -3 |
| Palmas    | 1   | 3 | 0 | 1 | 2 | 5  | 11 | -6 |

| 5 de janeiro | Taubaté | 1 – 1 | Itabaiana | Estádio Joaquim de Morais Filho, Taubaté |
| 14:00        |         |       |           |                                          |

| 5 de janeiro | Flamengo | 5 – 1 | Palmas | Estádio Joaquim de Morais Filho, Taubaté |
| 16:00        |          |       |        |                                          |

| 8 de janeiro | Taubaté | 2 – 0 | Palmas | Estádio Joaquim de Morais Filho, Taubaté |
| 14:00        |         |       |        |                                          |

| 8 de janeiro | Itabaiana | 2 – 5 | Flamengo | Estádio Joaquim de Morais Filho, Taubaté |
| 16:00        |           |       |          |                                          |

| 12 de janeiro | Palmas | 4 – 4 | Itabaiana | Estádio Joaquim de Morais Filho, Taubaté |
| 14:00         |        |       |           |                                          |

| 12 de janeiro | Taubaté | 3 – 0 | Flamengo | Estádio Joaquim de Morais Filho, Taubaté |
| 16:00         |         |       |          |                                          |

### Grupo C (Indaiatuba)
| Time            | Pts | J | V | E | D | GP | GS | SG |
| --------------- | --- | - | - | - | - | -- | -- | -- |
| Vila Nova       | 6   | 3 | 2 | 0 | 1 | 8  | 4  | +4 |
| Primavera       | 5   | 3 | 1 | 2 | 0 | 4  | 3  | +1 |
| Ponte Preta     | 2   | 3 | 0 | 2 | 1 | 3  | 4  | -1 |
| América Mineiro | 2   | 3 | 0 | 2 | 1 | 3  | 7  | -4 |

| 5 de janeiro | Primavera | 2 – 1 | Vila Nova | Estádio Ítalo Mário Limongi, Indaiatuba |
| 14:00        |           |       |           |                                         |

| 5 de janeiro | Ponte Preta | 1 – 1 | América Mineiro | Estádio Ítalo Mário Limongi, Indaiatuba |
| 16:00        |             |       |                 |                                         |

| 8 de janeiro | Primavera | 1 – 1 | América Mineiro | Estádio Ítalo Mário Limongi, Indaiatuba |
| 14:00        |           |       |                 |                                         |

| 8 de janeiro | Vila Nova | 2 – 1 | Ponte Preta | Estádio Ítalo Mário Limongi, Indaiatuba |
| 16:00        |           |       |             |                                         |

| 12 de janeiro | América Mineiro | 1 – 5 | Vila Nova | Estádio Ítalo Mário Limongi, Indaiatuba |
| 14:00         |                 |       |           |                                         |

| 12 de janeiro | Primavera | 1 – 1 | Ponte Preta | Estádio Ítalo Mário Limongi, Indaiatuba |
| 16:00         |           |       |             |                                         |

### Grupo D (São Vicente)
| Time        | Pts | J | V | E | D | GP | GS | SG |
| ----------- | --- | - | - | - | - | -- | -- | -- |
| Vitória     | 6   | 3 | 2 | 0 | 1 | 9  | 4  | +5 |
| Gama        | 4   | 3 | 1 | 1 | 1 | 7  | 7  | 0  |
| Fluminense  | 4   | 3 | 1 | 1 | 1 | 5  | 6  | -1 |
| São Vicente | 2   | 3 | 0 | 2 | 1 | 4  | 8  | -4 |

| 5 de janeiro | São Vicente | 2 – 2 | Gama | Estádio Mansueto Pierotti, São Vicente |
| 14:00        |             |       |      |                                        |

| 5 de janeiro | Fluminense | 2 – 1 | Vitória | Estádio Mansueto Pierotti, São Vicente |
| 16:00        |            |       |         |                                        |

| 8 de janeiro | São Vicente | 0 – 4 | Vitória | Estádio Mansueto Pierotti, São Vicente |
| 14:00        |             |       |         |                                        |

| 8 de janeiro | Gama | 3 – 1 | Fluminense | Estádio Mansueto Pierotti, São Vicente |
| 16:00        |      |       |            |                                        |

| 12 de janeiro | Vitória | 4 – 2 | Gama | Estádio Mansueto Pierotti, São Vicente |
| 14:00         |         |       |      |                                        |

| 12 de janeiro | São Vicente | 2 – 2 | Fluminense | Estádio Mansueto Pierotti, São Vicente |
| 16:00         |             |       |            |                                        |

### Grupo E (Serra Negra)
| Time          | Pts | J | V | E | D | GP | GS | SG |
| ------------- | --- | - | - | - | - | -- | -- | -- |
| Vasco da Gama | 7   | 3 | 2 | 1 | 0 | 9  | 1  | +8 |
| Goiás         | 7   | 3 | 2 | 1 | 0 | 6  | 3  | +3 |
| CFA           | 3   | 3 | 1 | 0 | 2 | 5  | 11 | -6 |
| Serra Negra   | 0   | 3 | 0 | 0 | 3 | 0  | 5  | -5 |

| 5 de janeiro | Serra Negra | 0 – 1 | CFA | Estádio Antônio B. P. Fonseca, Serra Negra |
| 14:00        |             |       |     |                                            |

| 5 de janeiro | Vasco da Gama | 0 – 0 | Goiás | Estádio Antônio B. P. Fonseca, Serra Negra |
| 16:00        |               |       |       |                                            |

| 8 de janeiro | Serra Negra | 0 – 2 | Goiás | Estádio Antônio B. P. Fonseca, Serra Negra |
| 14:00        |             |       |       |                                            |

| 8 de janeiro | CFA | 1 – 7 | Vasco da Gama | Estádio Antônio B. P. Fonseca, Serra Negra |
| 16:00        |     |       |               |                                            |

| 12 de janeiro | Goiás | 4 – 3 | CFA | Estádio Antônio B. P. Fonseca, Serra Negra |
| 14:00         |       |       |     |                                            |

| 12 de janeiro | Serra Negra | 0 – 2 | Vasco da Gama | Estádio Antônio B. P. Fonseca, Serra Negra |
| 16:00         |             |       |               |                                            |

### Grupo F (Americana)
| Time          | Pts | J | V | E | D | GP | GS | SG  |
| ------------- | --- | - | - | - | - | -- | -- | --- |
| Rio Branco-SP | 9   | 3 | 3 | 0 | 0 | 13 | 3  | +10 |
| Londrina      | 6   | 3 | 2 | 0 | 1 | 5  | 7  | -2  |
| Guarani       | 1   | 3 | 0 | 1 | 2 | 4  | 8  | -4  |
| CENE          | 1   | 3 | 0 | 1 | 2 | 2  | 6  | -4  |

| 5 de janeiro | Rio Branco-SP | 3 – 0 | CENE | Estádio Décio Vitta, Americana |
| 14:00        |               |       |      |                                |

| 5 de janeiro | Guarani | 1 – 2 | Londrina | Estádio Décio Vitta, Americana |
| 16:00        |         |       |          |                                |

| 8 de janeiro | Rio Branco-SP | 5 – 1 | Londrina | Estádio Décio Vitta, Americana |
| 14:00        |               |       |          |                                |

| 8 de janeiro | CENE | 1 – 1 | Guarani | Estádio Décio Vitta, Americana |
| 16:00        |      |       |         |                                |

| 12 de janeiro | Londrina | 2 – 1 | CENE | Estádio Décio Vitta, Americana |
| 14:00         |          |       |      |                                |

| 12 de janeiro | Rio Branco-SP | 5 – 2 | Guarani | Estádio Décio Vitta, Americana |
| 16:00         |               |       |         |                                |

### Grupo G (Leme)
| Time        | Pts | J | V | E | D | GP | GS | SG |
| ----------- | --- | - | - | - | - | -- | -- | -- |
| Santos      | 7   | 3 | 2 | 1 | 0 | 4  | 2  | +2 |
| Figueirense | 6   | 3 | 2 | 0 | 1 | 5  | 3  | +2 |
| Brasiliense | 4   | 3 | 1 | 1 | 1 | 2  | 3  | -1 |
| Lemense     | 0   | 3 | 0 | 0 | 3 | 3  | 6  | -3 |

| 5 de janeiro | Lemense | 1 – 2 | Brasiliense | Estádio Bruno Lazzarini, Leme |
| 14:00        |         |       |             |                               |

| 5 de janeiro | Santos | 2 – 1 | Figueirense | Estádio Bruno Lazzarini, Leme |
| 16:00        |        |       |             |                               |

| 9 de janeiro | Lemense | 1 – 2 | Figueirense | Estádio Bruno Lazzarini, Leme |
| 18:00        |         |       |             |                               |

| 9 de janeiro | Brasiliense | 0 – 0 | Santos | Estádio Bruno Lazzarini, Leme |
| 20:00        |             |       |        |                               |

| 12 de janeiro | Figueirense | 2 – 0 | Brasiliense | Estádio Bruno Lazzarini, Leme |
| 14:00         |             |       |             |                               |

| 12 de janeiro | Lemense | 1 – 2 | Santos | Estádio Bruno Lazzarini, Leme |
| 16:00         |         |       |        |                               |

### Grupo H (Mococa)
| Time                | Pts | J | V | E | D | GP | GS | SG |
| ------------------- | --- | - | - | - | - | -- | -- | -- |
| Atlético Paranaense | 7   | 3 | 2 | 1 | 0 | 6  | 2  | +4 |
| Radium              | 4   | 3 | 1 | 1 | 1 | 4  | 5  | -1 |
| Internacional       | 2   | 3 | 0 | 2 | 1 | 3  | 4  | -1 |
| Corinthians-AL      | 2   | 3 | 0 | 2 | 1 | 2  | 4  | -2 |

| 5 de janeiro | Radium | 1 – 1 | Corinthians-AL | Estádio Olímpico de São Sebastião, Mococa |
| 14:00        |        |       |                |                                           |

| 5 de janeiro | Internacional | 1 – 1 | Atlético Paranaense | Estádio Olímpico de São Sebastião, Mococa |
| 16:00        |               |       |                     |                                           |

| 8 de janeiro | Radium | 1 – 3 | Atlético Paranaense | Estádio Olímpico de São Sebastião, Mococa |
| 14:00        |        |       |                     |                                           |

| 8 de janeiro | Corinthians-AL | 1 – 1 | Internacional | Estádio Olímpico de São Sebastião, Mococa |
| 16:00        |                |       |               |                                           |

| 12 de janeiro | Atlético Paranaense | 2 – 0 | Corinthians-AL | Estádio Olímpico de São Sebastião, Mococa |
| 14:00         |                     |       |                |                                           |

| 12 de janeiro | Radium | 2 – 1 | Internacional | Estádio Olímpico de São Sebastião, Mococa |
| 16:00         |        |       |               |                                           |

### Grupo I (Capivari)
| Time        | Pts | J | V | E | D | GP | GS | SG |
| ----------- | --- | - | - | - | - | -- | -- | -- |
| Santa Cruz  | 7   | 3 | 2 | 1 | 0 | 4  | 2  | +2 |
| Capivariano | 6   | 3 | 2 | 0 | 1 | 3  | 1  | +2 |
| Paysandu    | 2   | 3 | 0 | 2 | 1 | 2  | 3  | -1 |
| Nacional-SP | 1   | 3 | 0 | 1 | 2 | 2  | 5  | -3 |

| 5 de janeiro | Capivariano | 1 – 0 | Paysandu | Estádio Carlos Colnaghi, Capivari |
| 14:00        |             |       |          |                                   |

| 5 de janeiro | Nacional-SP | 1 – 2 | Santa Cruz | Estádio Carlos Colnaghi, Capivari |
| 16:00        |             |       |            |                                   |

| 8 de janeiro | Capivariano | 0 – 1 | Santa Cruz | Estádio Carlos Colnaghi, Capivari |
| 14:00        |             |       |            |                                   |

| 8 de janeiro | Paysandu | 1 – 1 | Nacional-SP | Estádio Carlos Colnaghi, Capivari |
| 16:00        |          |       |             |                                   |

| 12 de janeiro | Santa Cruz | 1 – 1 | Paysandu | Estádio Carlos Colnaghi, Capivari |
| 14:00         |            |       |          |                                   |

| 12 de janeiro | Capivariano | 2 – 0 | Nacional-SP | Estádio Carlos Colnaghi, Capivari |
| 16:00         |             |       |             |                                   |

### Grupo J (Bauru)
| Time     | Pts | J | V | E | D | GP | GS | SG |
| -------- | --- | - | - | - | - | -- | -- | -- |
| Avaí     | 7   | 3 | 2 | 1 | 0 | 9  | 5  | +4 |
| Noroeste | 5   | 3 | 1 | 2 | 0 | 8  | 4  | +4 |
| Grêmio   | 4   | 3 | 1 | 1 | 1 | 6  | 5  | +1 |
| Cuiabá   | 0   | 3 | 0 | 0 | 3 | 3  | 12 | -9 |

| 5 de janeiro | Noroeste | 4 – 0 | Cuiabá | Estádio Alfredo de Castilho, Bauru |
| 14:00        |          |       |        |                                    |

| 5 de janeiro | Grêmio | 1 – 2 | Avaí | Estádio Alfredo de Castilho, Bauru |
| 16:00        |        |       |      |                                    |

| 8 de janeiro | Noroeste | 2 – 2 | Avaí | Estádio Alfredo de Castilho, Bauru |
| 14:00        |          |       |      |                                    |

| 8 de janeiro | Cuiabá | 1 – 3 | Grêmio | Estádio Alfredo de Castilho, Bauru |
| 16:00        |        |       |        |                                    |

| 12 de janeiro | Avaí | 5 – 2 | Cuiabá | Estádio Alfredo de Castilho, Bauru |
| 14:00         |      |       |        |                                    |

| 12 de janeiro | Noroeste | 2 – 2 | Grêmio | Estádio Alfredo de Castilho, Bauru |
| 16:00         |          |       |        |                                    |

### Grupo K (Limeira)
| Time             | Pts | J | V | E | D | GP | GS | SG |
| ---------------- | --- | - | - | - | - | -- | -- | -- |
| Inter de Limeira | 9   | 3 | 3 | 0 | 0 | 10 | 4  | +6 |
| Corinthians      | 6   | 3 | 2 | 0 | 1 | 11 | 2  | +9 |
| América de Natal | 3   | 3 | 1 | 0 | 2 | 4  | 10 | -6 |
| Auto Esporte-PB  | 0   | 3 | 0 | 0 | 3 | 1  | 10 | -9 |

| 5 de janeiro | Inter de Limeira | 3 – 1 | Auto Esporte-PB | Estádio Major José Levy Sobrinho, Limeira |
| 14:00        |                  |       |                 |                                           |

| 5 de janeiro | Corinthians | 5 – 0 | América de Natal | Estádio Major José Levy Sobrinho, Limeira |
| 16:00        |             |       |                  |                                           |

| 8 de janeiro | Inter de Limeira | 5 – 2 | América de Natal | Estádio Major José Levy Sobrinho, Limeira |
| 14:00        |                  |       |                  |                                           |

| 8 de janeiro | Auto Esporte-PB | 0 – 5 | Corinthians | Estádio Major José Levy Sobrinho, Limeira |
| 16:00        |                 |       |             |                                           |

| 12 de janeiro | América de Natal | 2 – 0 | Auto Esporte-PB | Estádio Major José Levy Sobrinho, Limeira |
| 14:00         |                  |       |                 |                                           |

| 12 de janeiro | Inter de Limeira | 2 – 1 | Corinthians | Estádio Major José Levy Sobrinho, Limeira |
| 16:00         |                  |       |             |                                           |

### Grupo L (Osasco)
| Time        | Pts | J | V | E | D | GP | GS | SG |
| ----------- | --- | - | - | - | - | -- | -- | -- |
| Juventus-SP | 9   | 3 | 3 | 0 | 0 | 9  | 1  | +8 |
| Osasco FC   | 6   | 3 | 2 | 0 | 1 | 3  | 2  | +1 |
| Coritiba    | 3   | 3 | 1 | 0 | 2 | 2  | 5  | -3 |
| Náutico     | 0   | 3 | 0 | 0 | 3 | 2  | 8  | -6 |

| 5 de janeiro | Osasco FC | 1 – 0 | Náutico | Estádio Pref. José Liberatti, Osasco |
| 14:00        |           |       |         |                                      |

| 5 de janeiro | Juventus-SP | 2 – 0 | Coritiba | Estádio Pref. José Liberatti, Osasco |
| 16:00        |             |       |          |                                      |

| 8 de janeiro | Osasco FC | 2 – 0 | Coritiba | Estádio Pref. José Liberatti, Osasco |
| 14:00        |           |       |          |                                      |

| 8 de janeiro | Náutico | 1 – 5 | Juventus-SP | Estádio Pref. José Liberatti, Osasco |
| 16:00        |         |       |             |                                      |

| 12 de janeiro | Coritiba | 2 – 1 | Náutico | Estádio Pref. José Liberatti, Osasco |
| 14:00         |          |       |         |                                      |

| 12 de janeiro | Osasco FC | 0 – 2 | Juventus-SP | Estádio Pref. José Liberatti, Osasco |
| 16:00         |           |       |             |                                      |

### Grupo M (Sorocaba)
| Time              | Pts | J | V | E | D | GP | GS | SG |
| ----------------- | --- | - | - | - | - | -- | -- | -- |
| Portuguesa        | 7   | 3 | 2 | 1 | 0 | 6  | 4  | +2 |
| Criciúma          | 5   | 3 | 1 | 2 | 0 | 7  | 5  | +2 |
| Mamoré            | 3   | 3 | 1 | 0 | 2 | 5  | 6  | -1 |
| Atlético Sorocaba | 1   | 3 | 0 | 1 | 2 | 4  | 7  | -3 |

| 5 de janeiro | Atlético Sorocaba | 1 – 3 | Mamoré | Estádio Ninho da Garça, Sorocaba |
| 14:00        |                   |       |        |                                  |

| 5 de janeiro | Portuguesa | 2 – 2 | Criciúma | Estádio Ninho da Garça, Sorocaba |
| 16:00        |            |       |          |                                  |

| 8 de janeiro | Atlético Sorocaba | 2 – 2 | Criciúma | Estádio Ninho da Garça, Sorocaba |
| 14:00        |                   |       |          |                                  |

| 8 de janeiro | Mamoré | 1 – 2 | Portuguesa | Estádio Ninho da Garça, Sorocaba |
| 16:00        |        |       |            |                                  |

| 12 de janeiro | Criciúma | 3 – 1 | Mamoré | Estádio Ninho da Garça, Sorocaba |
| 14:00         |          |       |        |                                  |

| 12 de janeiro | Atlético Sorocaba | 1 – 2 | Portuguesa | Estádio Ninho da Garça, Sorocaba |
| 16:00         |                   |       |            |                                  |

### Grupo N (Barueri)
| Time                   | Pts | J | V | E | D | GP | GS | SG |
| ---------------------- | --- | - | - | - | - | -- | -- | -- |
| Cruzeiro               | 5   | 3 | 1 | 2 | 0 | 5  | 2  | +3 |
| Grêmio Barueri         | 4   | 3 | 1 | 1 | 1 | 3  | 4  | -1 |
| Desportiva Ferroviária | 3   | 3 | 0 | 3 | 0 | 6  | 6  | 0  |
| Juventude              | 2   | 3 | 0 | 2 | 1 | 3  | 5  | -2 |

| 5 de janeiro | Grêmio Barueri | 1 – 1 | Desportiva Ferroviária | Estádio Orlando B. Novelli, Barueri |
| 14:00        |                |       |                        |                                     |

| 5 de janeiro | Cruzeiro | 0 – 0 | Juventude | Estádio Orlando B. Novelli, Barueri |
| 16:00        |          |       |           |                                     |

| 8 de janeiro | Grêmio Barueri | 2 – 0 | Juventude | Estádio Orlando B. Novelli, Barueri |
| 14:00        |                |       |           |                                     |

| 8 de janeiro | Desportiva Ferroviária | 2 – 2 | Cruzeiro | Estádio Orlando B. Novelli, Barueri |
| 16:00        |                        |       |          |                                     |

| 12 de janeiro | Juventude | 3 – 3 | Desportiva Ferroviária | Estádio Orlando B. Novelli, Barueri |
| 14:00         |           |       |                        |                                     |

| 12 de janeiro | Grêmio Barueri | 0 – 3 | Cruzeiro | Estádio Orlando B. Novelli, Barueri |
| 16:00         |                |       |          |                                     |

### Grupo O (Suzano)
| Time             | Pts | J | V | E | D | GP | GS | SG |
| ---------------- | --- | - | - | - | - | -- | -- | -- |
| Botafogo         | 6   | 3 | 2 | 0 | 1 | 5  | 2  | +3 |
| ECUS             | 6   | 3 | 2 | 0 | 1 | 6  | 4  | +2 |
| Atlético Mineiro | 6   | 3 | 2 | 0 | 1 | 4  | 3  | +1 |
| Piauí            | 0   | 3 | 0 | 0 | 3 | 3  | 9  | -6 |

| 5 de janeiro | ECUS | 4 – 1 | Piauí | Estádio Francisco M. Figueira, Suzano |
| 14:00        |      |       |       |                                       |

| 5 de janeiro | Atlético Mineiro | 1 – 0 | Botafogo | Estádio Francisco M. Figueira, Suzano |
| 16:00        |                  |       |          |                                       |

| 8 de janeiro | ECUS | 1 – 3 | Botafogo | Estádio Francisco M. Figueira, Suzano |
| 14:00        |      |       |          |                                       |

| 8 de janeiro | Piauí | 2 – 3 | Atlético Mineiro | Estádio Francisco M. Figueira, Suzano |
| 16:00        |       |       |                  |                                       |

| 12 de janeiro | Botafogo | 2 – 0 | Piauí | Estádio Francisco M. Figueira, Suzano |
| 14:00         |          |       |       |                                       |

| 12 de janeiro | ECUS | 1 – 0 | Atlético Mineiro | Estádio Francisco M. Figueira, Suzano |
| 16:00         |      |       |                  |                                       |

### Grupo P (Santo André)
| Time        | Pts | J | V | E | D | GP | GS | SG |
| ----------- | --- | - | - | - | - | -- | -- | -- |
| Santo André | 9   | 3 | 3 | 0 | 0 | 10 | 5  | +5 |
| São Paulo   | 6   | 3 | 2 | 0 | 1 | 11 | 5  | +6 |
| Goiânia     | 3   | 3 | 1 | 0 | 2 | 4  | 6  | -2 |
| Sergipe     | 0   | 3 | 0 | 0 | 3 | 4  | 13 | -9 |

| 5 de janeiro | Santo André | 3 – 2 | Sergipe | Estádio Bruno José Daniel, Santo André |
| 14:00        |             |       |         |                                        |

| 5 de janeiro | São Paulo | 2 – 0 | Goiânia | Estádio Bruno José Daniel, Santo André |
| 16:00        |           |       |         |                                        |

| 8 de janeiro | Santo André | 3 – 1 | Goiânia | Estádio Bruno José Daniel, Santo André |
| 14:00        |             |       |         |                                        |

| 8 de janeiro | Sergipe | 1 – 7 | São Paulo | Estádio Bruno José Daniel, Santo André |
| 16:00        |         |       |           |                                        |

| 12 de janeiro | Goiânia | 3 – 1 | Sergipe | Estádio Bruno José Daniel, Santo André |
| 14:00         |         |       |         |                                        |

| 12 de janeiro | Santo André | 4 – 2 | São Paulo | Estádio Bruno José Daniel, Santo André |
| 16:00         |             |       |           |                                        |

## Fase final

### Tabela
|  | Oitavas-de-finais | Oitavas-de-finais   | Oitavas-de-finais  |       |                        | Quartas-de-finais | Quartas-de-finais | Quartas-de-finais |  |   | Semi-finais | Semi-finais | Semi-finais |                         |                     | Final               | Final         | Final |
|  |                   |                     |                    |       |                        |                   | ;                 |                   |  |   |             |             |             |                         |                     |                     |               |       |
|  | A                 | Palmeiras (pen.)    | 1 (4)              |       |                        |                   |                   |                   |  |   |             |             |             |                         |                     |                     |               |       |
|  | B                 | Taubaté             | 1 (3)              |       |                        |                   |                   |                   |  |   |             |             |             |                         |                     |                     |               |       |
|  | B                 | Taubaté             | 1 (3)              |       | A                      | Palmeiras         | 3                 |                   |  |   |             |             |             |                         |                     |                     |               |       |
|  |                   |                     |                    |       | A                      | Palmeiras         | 3                 |                   |  |   |             |             |             |                         |                     |                     |               |       |
|  |                   | D                   | Vitória            | 2     |                        |                   |                   |                   |  |   |             |             |             |                         |                     |                     |               |       |
|  | C                 | D                   | Vitória            | 2     | Vila Nova              | 3 (3)             |                   |                   |  |   |             |             |             |                         |                     |                     |               |       |
|  | C                 |                     |                    |       | Vila Nova              | 3 (3)             |                   |                   |  |   |             |             |             |                         |                     |                     |               |       |
|  | D                 | Vitória (pen.)      | 3 (4)              |       |                        |                   |                   |                   |  |   |             |             |             |                         |                     |                     |               |       |
|  | D                 | Vitória (pen.)      | 3 (4)              |       |                        |                   |                   |                   |  | A | Palmeiras   | 7           |             |                         |                     |                     |               |       |
|  |                   |                     |                    |       |                        |                   |                   |                   |  | A | Palmeiras   | 7           |             |                         |                     |                     |               |       |
|  |                   | K                   | Inter de Limeira   | 1     |                        |                   |                   |                   |  |   |             |             |             |                         |                     |                     |               |       |
|  | I                 | K                   | Inter de Limeira   | 1     | Santa Cruz             | 1 (1)             |                   |                   |  |   |             |             |             |                         |                     |                     |               |       |
|  | I                 |                     |                    |       | Santa Cruz             | 1 (1)             |                   |                   |  |   |             |             |             |                         |                     |                     |               |       |
|  | J                 | Avaí                | 1 (3)              |       |                        |                   |                   |                   |  |   |             |             |             |                         |                     |                     |               |       |
|  | J                 | Avaí                | 1 (3)              |       | J                      | Avaí              | 2                 |                   |  |   |             |             |             |                         |                     |                     |               |       |
|  |                   |                     |                    |       | J                      | Avaí              | 2                 |                   |  |   |             |             |             |                         |                     |                     |               |       |
|  |                   | K                   | Inter de Limeira   | 3     |                        |                   |                   |                   |  |   |             |             |             |                         |                     |                     |               |       |
|  | K                 | K                   | Inter de Limeira   | 3     | Inter de Limeira       | 5                 |                   |                   |  |   |             |             |             |                         |                     |                     |               |       |
|  | K                 |                     |                    |       | Inter de Limeira       | 5                 |                   |                   |  |   |             |             |             |                         |                     |                     |               |       |
|  | L                 | Juventus-SP         | 1                  |       |                        |                   |                   |                   |  |   |             |             |             |                         |                     |                     |               |       |
|  | L                 | Juventus-SP         | 1                  |       |                        |                   |                   |                   |  |   |             |             |             |                         | A                   | Palmeiras           | 2 (3)         |       |
|  |                   |                     |                    |       |                        |                   |                   |                   |  |   |             |             |             |                         | A                   | Palmeiras           | 2 (3)         |       |
|  |                   | P                   | Santo André (pen.) | 2 (5) |                        |                   |                   |                   |  |   |             |             |             |                         |                     |                     |               |       |
|  | M                 | P                   | Santo André (pen.) | 2 (5) | Portuguesa             | 3 (2)             |                   |                   |  |   |             |             |             |                         |                     |                     |               |       |
|  | M                 |                     |                    |       | Portuguesa             | 3 (2)             |                   |                   |  |   |             |             |             |                         |                     |                     |               |       |
|  | N                 | Cruzeiro (pen.)     | 3 (3)              |       |                        |                   |                   |                   |  |   |             |             |             |                         |                     |                     |               |       |
|  | N                 | Cruzeiro (pen.)     | 3 (3)              |       | N                      | Cruzeiro          | 2                 |                   |  |   |             |             |             |                         |                     |                     |               |       |
|  |                   |                     |                    |       | N                      | Cruzeiro          | 2                 |                   |  |   |             |             |             |                         |                     |                     |               |       |
|  |                   | P                   | Santo André        | 3     |                        |                   |                   |                   |  |   |             |             |             |                         |                     |                     |               |       |
|  | O                 | P                   | Santo André        | 3     | Botafogo               | 0                 |                   |                   |  |   |             |             |             |                         |                     |                     |               |       |
|  | O                 |                     |                    |       | Botafogo               | 0                 |                   |                   |  |   |             |             |             |                         |                     |                     |               |       |
|  | P                 | Santo André         | 1                  |       |                        |                   |                   |                   |  |   |             |             |             |                         |                     |                     |               |       |
|  | P                 | Santo André         | 1                  |       |                        |                   |                   |                   |  | P | Santo André | 2           |             |                         |                     |                     |               |       |
|  |                   |                     |                    |       |                        |                   |                   |                   |  | P | Santo André | 2           |             |                         |                     |                     |               |       |
|  |                   | E                   | Vasco da Gama      | 0     |                        |                   |                   |                   |  |   |             |             |             |                         |                     |                     |               |       |
|  | E                 | E                   | Vasco da Gama      | 0     | Vasco da Gama (prorr.) | 2                 |                   |                   |  |   |             |             |             |                         |                     |                     |               |       |
|  | E                 |                     |                    |       | Vasco da Gama (prorr.) | 2                 |                   |                   |  |   |             |             |             |                         |                     |                     |               |       |
|  | F                 | Rio Branco-SP       | 1                  |       |                        |                   |                   |                   |  |   |             |             |             |                         |                     |                     |               |       |
|  | F                 | Rio Branco-SP       | 1                  |       | E                      | Vasco da Gama     | 2                 |                   |  |   |             |             |             | Disputa do 3º lugar     | Disputa do 3º lugar | Disputa do 3º lugar |               |       |
|  |                   |                     |                    |       | E                      | Vasco da Gama     | 2                 |                   |  |   |             |             |             | Disputa do 3º lugar     | Disputa do 3º lugar | Disputa do 3º lugar |               |       |
|  |                   | G                   | Santos             | 1     |                        |                   |                   |                   |  |   |             |             |             |                         |                     |                     |               |       |
|  | G                 | G                   | Santos             | 1     | Santos (pen.)          | 3 (3)             |                   |                   |  |   |             |             | K           | Inter de Limeira (pen.) | 2 (4)               |                     |               |       |
|  | G                 |                     |                    |       | Santos (pen.)          | 3 (3)             |                   |                   |  |   |             |             | K           | Inter de Limeira (pen.) | 2 (4)               |                     |               |       |
|  | H                 | Atlético Paranaense | 3 (2)              |       |                        |                   |                   |                   |  |   |             |             |             |                         |                     | E                   | Vasco da Gama | 2 (3) |

### Oitavas-de-final
| 15 de janeiro | Palmeiras | 1 – 1 | Taubaté | Estádio Joaquim de Morais Filho, Taubaté |
| 15:30         |           |       |         |                                          |

|  |       | Penalidades |
|  | 4 – 3 |             |

| 15 de janeiro | Vila Nova | 3 – 3 | Vitória | Estádio Mansueto Pierotti, São Vicente |
| 15:30         |           | [a]   |         |                                        |

|  |       | Penalidades |
|  | 3 – 4 |             |

- a. ^  Jogo terminou 2 a 2 no tempo normal e 1 a 1 na prorrogação.

| 15 de janeiro | Santa Cruz | 1 – 1 | Avaí | Estádio Francisco Marques Figueira, Suzano |
| 15:30         |            |       |      |                                            |

|  |       | Penalidades |
|  | 1 – 3 |             |

| 15 de janeiro | Inter de Limeira | 5 – 1 | Juventus-SP | Estádio Major José Levy Sobrinho, Limeira |
| 15:30         |                  |       |             |                                           |

| 15 de janeiro | Santos | 3 – 3 | Atlético Paranaense | Estádio Bruno Lazzarini, Leme |
| 15:30         |        | [a]   |                     |                               |

|  |       | Penalidades |
|  | 3 – 2 |             |

- a. ^  Jogo terminou 2 a 2 no tempo normal e 1 a 1 na prorrogação.

| 15 de janeiro | Vasco da Gama | 2 – 1 | Rio Branco-SP | Estádio Décio Vitta, Americana |
| 20:30         |               | [b]   |               |                                |

- b. ^  Jogo terminou 1 a 1 no tempo normal e 1 a 0 na prorrogação, para o Vasco da Gama.

| 16 de janeiro | Portuguesa | 3 – 3 | Cruzeiro | Estádio Dr. Orlando Batista Novelli, Barueri |
| 15:30         |            | [c]   |          |                                              |

|  |       | Penalidades |
|  | 2 – 3 |             |

- c. ^  Jogo terminou 2 a 2 no tempo normal e 1 a 1 na prorrogação.

| 16 de janeiro | Botafogo | 0 – 1 | Santo André | Estádio Bruno José Daniel, Santo André |
| 15:30         |          |       |             |                                        |

### Quartas-de-final
| 18 de janeiro | Vasco da Gama | 2 – 1 | Santos | Estádio Bruno Lazzarini,Leme |
| 15:00         |               |       |        |                              |

| 19 de janeiro | Palmeiras | 3 – 2 | Vitória | Estádio Joaquim de Morais Filho,Taubaté |
| 15:00         |           |       |         |                                         |

| 19 de janeiro | Avaí | 2 – 3 | Inter de Limeira | Estádio Major José Levy Sobrinho,Limeira |
| 15:00         |      |       |                  |                                          |

| 19 de janeiro | Cruzeiro | 2 – 3 | Santo André | Estádio Bruno José Daniel,Santo André |
| 15:00         |          |       |             |                                       |

### Semi-final
| 22 de janeiro | Palmeiras | 7 – 1 | Inter de Limeira | Estádio Bruno José Daniel,Santo André |
| 15:00         |           |       |                  |                                       |

| 22 de janeiro | Santo André | 2 – 0 | Vasco da Gama | Estádio Bruno José Daniel,Santo André |
| 17:30         |             |       |               |                                       |

### Disputa do 3° lugar
| 25 de janeiro | Inter de Limeira | 2 – 2 | Vasco da Gama | Estádio do Pacaembu, São Paulo |
| 08:00         |                  |       |               |                                |

|  |       | Penalidades |
|  | 4 – 3 |             |

### Final
| 25 de janeiro | Palmeiras                   | 2 – 2 | Santo André                  | Estádio do Pacaembu, São Paulo |
| 11:00         | Fábio 45' · Vágner Love 70' |       | Tássio 73' · Denni 89' (pen) |                                |

|                                         |       | Penalidades                         |  |
| Vinícus Paulo Renato Júlio Cesar Thiago | 3 – 5 | Denni Alex Rodrigo Sá Regivan Nunes |  |

- Palmeiras: Deola, Paulo Renato (William), Daniel, Tiago e Diego Souza. Alceu, Fabio Francez (Juliano), Júlio César e Leandro (Vinícius). Vágner Love e Edmílson. Técnico: Karmino Colombini.
- Santo André: Júnior, Ronaldo (Ramalho), Alex, Gabriel e Richarlyson (Regivan). Rodrigo Sá, Dodô (Rafael), Denni e Tássio. Fábio Reis e Nunes. Técnico: Rotta.

## Premiação
| Copa São Paulo de Futebol Júnior de 2003 |
| São Paulo                                |
| ---------------------------------------- |
| SANTO ANDRÉ Campeão (1º título)          |

## Artilharia
Principais artilheiros:
| 6 gols (2) - Waldison (Inter de Limeira) - Leandro Domingues (Vitória) 5 gols (8) - Tuti (Inter de Limeira) - Fabinho (Inter de Limeira) - Neto (Noroeste) - Aldinho (Itabaiana) - Diego (Palmeiras) - Edmilson (Palmeiras) - Allan (Rio Branco-SP) - Denni (Santo André) |